# Loi 11 du football
Pour les articles homonymes, voir Hors-jeu.

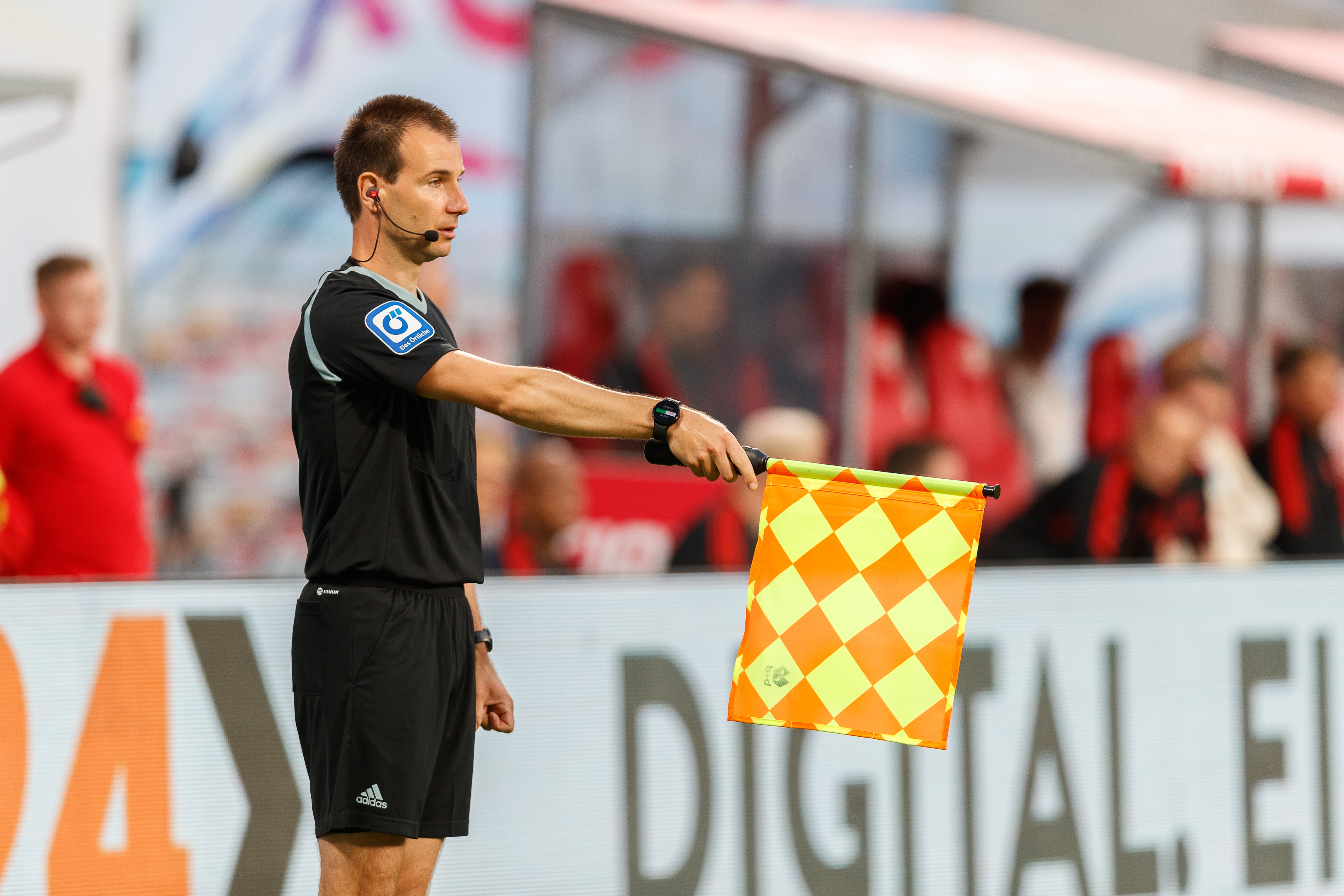
Juge de touche signalant un hors-jeu avec son drapeau.

La loi 11 du football sur le hors-jeu fait partie des lois du jeu du football régies par l'International Football Association Board (IFAB). Un joueur est en position de hors-jeu s'il est dans la moitié de terrain adverse et plus près de la ligne de but adverse que le ballon et l'avant-dernier adversaire. 
Il n'y a infraction de hors-jeu que si un joueur prend part au jeu alors qu'il était en position de hors-jeu au moment où le ballon a été touché en dernier par un coéquipier. Cette infraction est punie d'un coup franc indirect.

## Histoire
Le hors-jeu est déjà encadré par les premiers codes écrits du jeu du milieu du XIXe siècle. C'est le « sneaking », ancêtre du « offside », signalé dans les Cambridge Rules. Plus de trois joueurs adverses sont alors nécessaires entre le joueur et la ligne de but adverse pour mettre un joueur en jeu. Différence notable avec la règle actuelle, le hors-jeu se juge alors à l'arrivée de la balle.
En 1863, selon les premières règles établies par la Football Association tout juste créée, tout joueur situé au-devant du ballon est considéré hors-jeu, à la manière du rugby. Les passes en avant sont donc interdites et seuls les dribbles et les passes en arrière permettent d'avancer vers le but.
En 1866, la FA assimile le hors-jeu des Cambridge Rules tout en changeant « plus de trois » par « au moins trois » joueurs. En 1873, il est précisé que le hors-jeu s'apprécie au moment où la balle est bottée.
En revanche, les règles de la Ligue de Sheffield (1855) ne comportent pas de règles sur le hors-jeu, des attaquants pouvant rester en permanence près du but adverse. Cette variante persistera jusqu'en 1878, et l'International Football Association Board créé en 1886 et réunissant les associations d'Angleterre, d'Écosse, du Pays de Galles et d'Irlande, fixe des règles uniques.
En 1920, le hors-jeu consécutif à une touche est supprimé.
En 1924, a été introduit le concept de hors-jeu passif.
En 1925, le nombre minimal de joueurs adverses devant l'attaquant passe de trois à deux, le nombre de buts marqués augmente alors d'un tiers.
En 1978, une balle involontairement touchée ou renvoyée par un adversaire ne remet plus l'attaquant en jeu.
En 1990, l'attaquant se trouvant sur la même ligne que l'avant-dernier adversaire n'est plus considéré comme hors-jeu.
En 1995, la règle réaffirme que le hors-jeu ne constitue plus une infraction en soi, mais seulement si l'arbitre considère que le joueur participe de manière active au jeu. Cette notion (déjà rappelée en 1903, 1910, 1920) est explicitée en 2005, ainsi que les parties du corps concernées.

## Position de hors-jeu

Lors du départ du ballon, le joueur bleu à gauche est derrière la ligne virtuelle de défenseurs adverses : si le ballon lui est adressé, il sera sanctionné pour hors-jeu.

L'attaquant en bleu dans la surface de réparation n'est pas en position de hors-jeu, bien qu'il n'ait qu'un seul adversaire devant lui, car il est derrière le ballon.

Être en position de hors-jeu n'est pas une infraction.
Un joueur se trouve en position de hors-jeu si n'importe quelle partie de sa tête, de son tronc ou de ses jambes est dans la moitié de terrain adverse (ligne médiane non comprise) et plus près de la ligne de but adverse que le ballon et l'avant-dernier adversaire.
Les mains et les bras (jusqu'au bas de l’aisselle) ne sont pas pris en compte, y compris pour les gardiens.
Un joueur n'est pas en position de hors-jeu lorsqu'il se trouve à la même hauteur que l'avant-dernier adversaire ou que les deux derniers adversaires.

## Infraction de hors-jeu
Un joueur en position de hors-jeu au moment où le ballon a été passé ou touché par un coéquipier doit être sanctionné uniquement lorsque le joueur commence à prendre une part active au jeu :
- en intervenant directement dans le jeu en jouant ou touchant le ballon passé par un coéquipier ;
- en interférant avec un adversaire car :
  - il l'empêche de jouer ou d'être en position de jouer le ballon, en entravant clairement sa vision du jeu ;
  - ou il lui dispute le ballon ;
  - ou il tente clairement de jouer un ballon qui se trouve à proximité alors que cette action influence la réaction d'un adversaire ;
  - ou il effectue une action évidente qui influence clairement la capacité d’un adversaire à jouer le ballon ;
- ou en tirant un avantage de cette position, en jouant un ballon ou interférant avec un adversaire alors que le ballon : 
  - a rebondi ou été dévié par un poteau, la transversale, un officiel de match ou un adversaire.
  - a fait l'objet d'un sauvetage délibéré par un adversaire – un sauvetage consiste à intercepter, ou tenter d'intercepter, le ballon qui se dirige vers le but[8] avec n'importe quelle partie du corps à l'exception des mains ou des bras (sauf le gardien dans sa propre surface de réparation).

Un joueur en position de hors-jeu qui reçoit un ballon joué délibérément par un adversaire, y compris de la main ou du bras, n’est pas considéré comme tirant un quelconque avantage de sa position.(à l’exclusion d’un ballon ayant fait l’objet d’un sauvetage délibéré par un adversaire) 
Une « action délibérée » (à l’exception des mains intentionnelles) désigne une situation où le ballon est à distance de jeu et un joueur essaye de :
- passer le ballon à un coéquipier ;
- prendre possession du ballon ; ou
- dégager le ballon (du pied ou de la tête, par exemple).

Quelle que soit l’issue de la passe, de la tentative de prise de possession du ballon ou du dégagement par le joueur ayant le contrôle du ballon, le joueur a effectué une « action délibérée ».
Les critères suivants peuvent permettre, selon les cas, d’établir qu’un joueur avait le contrôle du ballon et que, par conséquent, il peut être considéré qu’il a effectué une « action délibérée » :
- le ballon avait parcouru une certaine distance et le joueur le voyait clairement ;
- le ballon ne se déplaçait pas rapidement ;
- la direction du ballon était prévisible ;
- le joueur avait le temps d’organiser ses gestes, c’est-à-dire qu’il ne s’agissait ni d’une intervention réflexe (saut, extension d’un membre, etc.), ni d’un mouvement entraînant le contrôle – même limité – du ballon ;
- un ballon à terre est plus facile à jouer qu’un ballon aérien.

Dans les situations où :
- un joueur revenant d'une position de hors-jeu ou se trouvant en position de hors-jeu se trouve sur le chemin d'un adversaire et interfère avec le mouvement de l'adversaire vers le ballon, on considère qu'il s'agit d'une infraction de hors-jeu si cela influence la capacité d'un adversaire à jouer ou disputer le ballon ; si le joueur entrave la progression d'un adversaire et fait obstacle à la progression d'un adversaire (ex. : bloque l'adversaire), la faute doit être sanctionné conformément à la Loi 12.
- un joueur se trouvant en position de hors-jeu se dirige vers le ballon avec l'intention de jouer le ballon et qu'il est victime d'une faute avant de jouer ou de tenter de jouer le ballon, ou avant de disputer le ballon à un adversaire, la faute est sanctionnée car elle s'est produite avant l'infraction de hors-jeu.
- une faute est commise contre un joueur en position de hors-jeu qui joue déjà ou tente déjà de jouer le ballon, ou qui dispute le ballon à l'adversaire, l'infraction de hors-jeu est sanctionnée car elle s'est produite avant la faute.

## Exceptions
Il n'y a pas d'infraction de hors-jeu lorsque le joueur reçoit le ballon directement :
- sur un coup de pied de but,
- sur une rentrée de touche,
- sur un coup de pied de coin.

## Infractions et sanctions
Pour toute infraction de hors-jeu, l’arbitre accorde à l’équipe adverse un coup franc indirect qui doit être exécuté à l’endroit où la faute a été commise, y compris si elle est commise dans la propre moitié de terrain du joueur (sous réserve des circonstances particulières de la loi 13).
Un joueur de l’équipe en défense qui quitte le terrain sans la permission de l’arbitre sera considéré comme étant sur la ligne de but ou sur la ligne de touche pour toute situation de hors-jeu, jusqu’au prochain arrêt de jeu ou jusqu’à ce que l’équipe qui défend ait joué le ballon en direction de la ligne médiane et que le ballon ait quitté la surface de réparation. Si ce joueur de l’équipe en défense quitte le terrain délibérément, il doit être averti au prochain arrêt de jeu.
Un joueur de l’équipe en attaque peut quitter le terrain ou ne pas le regagner afin de ne pas faire action de jeu. Si ce joueur regagne le terrain depuis la ligne de but et fait action de jeu avant le prochain arrêt de jeu ou si l’équipe en défense a joué le ballon en direction de la ligne médiane et que le ballon se trouve en dehors de la surface de réparation, le joueur sera considéré comme étant sur la ligne de but pour toute situation de hors-jeu. Un joueur en attaque qui quitte le terrain délibérément et le regagne sans l’autorisation de l’arbitre, mais n’est pas sanctionné pour hors-jeu et tire un avantage doit être averti.
Si un joueur de l’équipe qui attaque demeure immobile dans le but au moment où le ballon franchit la ligne de but, le but doit être accordé sauf si le joueur commet une infraction de hors-jeu ou une infraction selon la Loi 12, auquel cas le jeu reprend par un coup franc indirect ou direct

## Interprétation
Les directives pratiques pour les arbitres définies dans les lois du jeu 2017/2018 de l'IFAB comprennent 14 schémas illustrant dans quels cas le joueur en position de hors-jeu doit être considéré comme interférant avec le jeu ou un adversaire, ou tirant avantage de sa position.
Il n'y a en principe pas de hors-jeu sur un coup d'envoi ou un pénalty, puisque tous les attaquants doivent être derrière la balle sur ces remises en jeu.
Le hors-jeu ne devient une faute que lorsque le joueur commence à prendre une part active au jeu. Ceci est à prendre en considération quand une faute est commise alors qu'un joueur est en position de hors-jeu, par exemple si un adversaire touche le ballon de la main sur une passe en direction d'un joueur hors-jeu :
- si le défenseur intercepte le ballon de la main sur une passe en direction d'un joueur en position de hors-jeu qui se contente d'attendre le ballon, l'arbitre doit considérer que celui-ci n'a pas encore commencé à disputer réellement la balle et siffler la faute de main (coup franc ou pénalty).
- si le défenseur intercepte le ballon de la main alors que le joueur hors-jeu a commencé sa course pour le récupérer et n'en est plus qu'à quelques mètres, l'arbitre doit considérer que le joueur en position de hors-jeu a commencé à disputer le ballon et, même s'il ne l'a finalement pas joué, doit siffler le hors-jeu. Dans ce cas l'arbitre peut avertir le défenseur pour conduite antisportive mais la reprise sera un coup franc indirect pour son équipe.